# Rob Posthumus
Robert (Rob) Posthumus (17 maart 1949 – 9 mei 2022) was een Nederlands politicus voor de VVD. Van 2013 tot april 2019 was hij burgemeester van de gemeente Koggenland.

## Carrière
Van 2002 tot 2008 was hij namens die partij fractievoorzitter in de gemeente Blaricum. Vanaf 2008 was hij wethouder in die gemeente. In 2013 werd hij benoemd tot burgemeester van de Noord-Hollandse gemeente Koggenland. In die functie volgde hij Leoni Sipkes op. Wegens het bereiken van de 70-jarige leeftijd is Posthumus op 1 april 2019 afgetreden.
Hij werd daarna onder andere landelijk voorzitter Federatie van Folkloristische Groepen in Nederland.

## Privéleven en overlijden
Posthumus woonde in Zwolle Gld. Hij overleed in mei 2022 op 73-jarige leeftijd.